# Usseglio
Usseglio (Ussèj in piemontese, Usoei in francoprovenzale, Ussel in francese) è un comune italiano di 188 abitanti della città metropolitana di Torino in Piemonte. Si trova nelle Valli di Lanzo e, più precisamente, nella Valle di Viù.
Il borgo è stato dichiarato "Bandiera Arancione" del Touring Club Italiano.

## Geografia fisica

### Territorio
Situato in un pianoro che si apre al termine della valle di Viù, la più meridionale delle tre valli di Lanzo, confina con il territorio francese ad ovest, la val d'Ala a nord e la valle di Susa a sud; l'unica strada di collegamento è la SP 32 che porta a valle verso Germagnano.
Il panorama del comune è tipicamente alpino: tra le montagne che svettano, si può scorgere a sudovest il Rocciamelone (3538 m), la cui cima è possibile raggiungere anche da Usseglio; la Punta Lunella, a sud; la Croce Rossa, a nord; ma soprattutto il monte Lera, la cui inconfondibile forma caratterizza il panorama del paese.
Il pianoro di Usseglio è formato dalla Stura di Viù, uno dei tre rami che formano la Stura di Lanzo. Il fiume ha carattere torrentizio, e non sono rari fenomeni alluvionali, che possono anche interessare alcuni dei suoi immissari, come il rio Arnas e il rio Venaus; quest'ultimo è generalmente asciutto, salvo in primavera, quando si sciolgono le nevi d'alta quota.

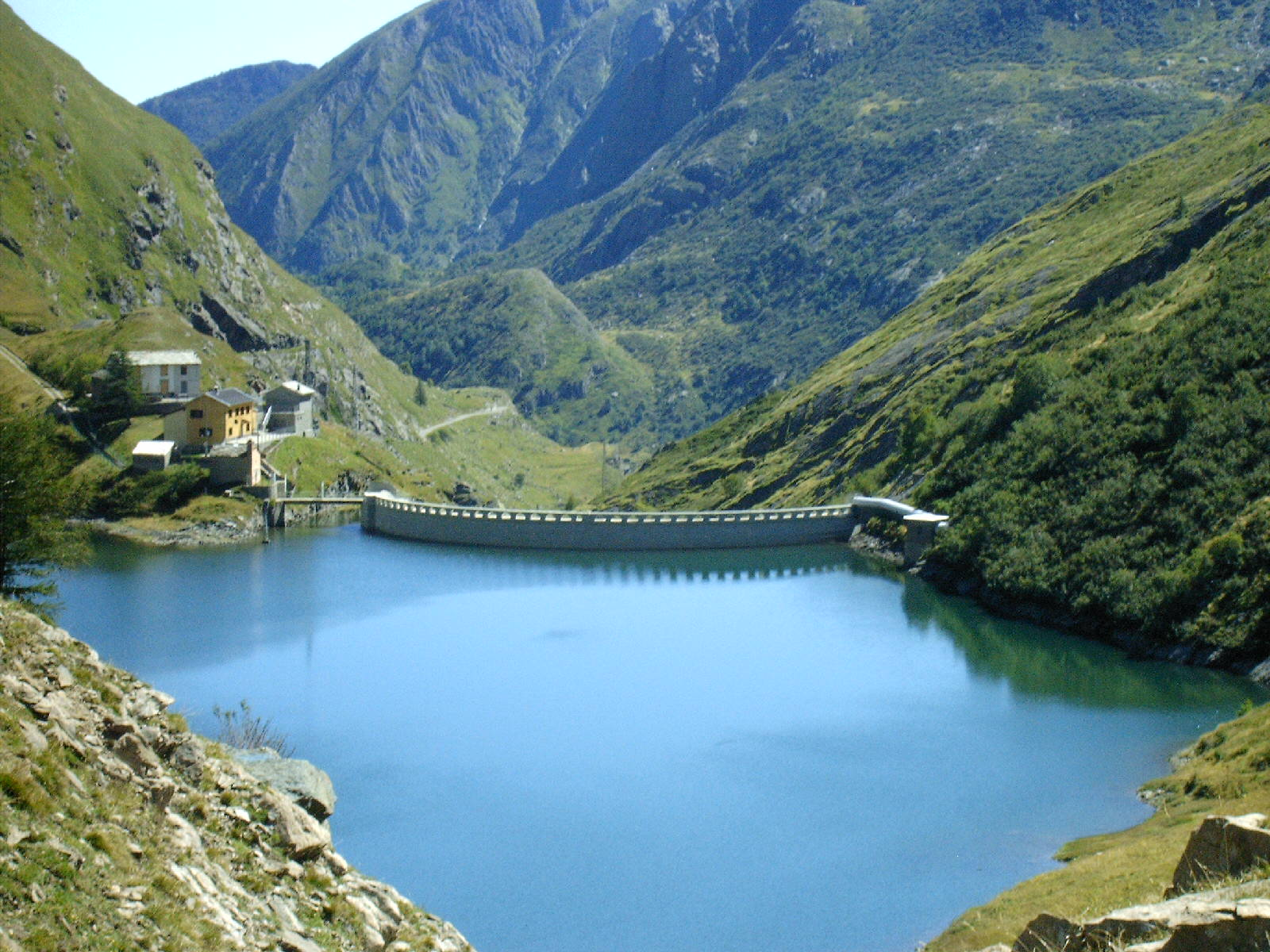
Il lago di Malciaussia.

Nel territorio comunale vi sono più laghi, sia naturali che artificiali. Il più grande è quello di Malciaussia, risultato della costruzione, fra le due guerre, di una diga, che alimenta la centrale idroelettrica di Usseglio-Crot; l'invaso ha sommerso la vecchia frazione che dà il nome al lago.
Sulle montagne a nord ci sono anche il lago della Rossa, uno dei più alti d'Italia (oltre i 2600 metri), e quello della Torre; a sud, il piccolo lago Nero.

## Storia
La zona di Usseglio fu abitata prima dell'era cristiana: il nome celto era probabilmente Uxeilos ("posto in alto"), e quello latino Hoc Cælum.
Nella zona sono state ritrovate due are votive, una dedicata a Ercole e l'altra a Giove. La prima porta inciso il nome di Marco Vibio Marcello: venne murata alla facciata della vecchia chiesa parrocchiale; l'altra, rinvenuta nel 1850, riporta il nome di Claudio Casto, ed era stata collocata davanti alla Cappella di San Vito, nella frazione Piazzette (oggi le due lapidi sono entrambe esposte al Museo "Arnaldo Tazzetti").
Nel medioevo il territorio conobbe diverse signorìe feudali,  fino a che, nel 1418, tornò definitivamente sotto i Savoia.
Tra i personaggi storici provenienti da Usseglio il più noto è il conte Luigi Cibrario, senatore del Regno d'Italia e storico di Casa Savoia: a lui si deve la prima storia di Usseglio. Al Cibrario è intitolato un Rifugio alpino, gestito dal CAI, (Sezione di Leinì), posto a 2616 metri di quota, presso la conca del Lago Peraciaval.
Della frazione Quagliera era, invece, originario il pittore Cesare Ferro Milone (1880-1934), che fu docente, e poi presidente, dell'Accademia Albertina, ed è sepolto nel locale cimitero.
All'inizio del Novecento, la relativa vicinanza a Torino di Usseglio, fece di quest'ultima una meta di villeggiatura per le famiglie agiate piemontesi, e si racconta, che anche membri della famiglia reale, abbiano trascorso periodi di svago, e caccia, nella valle.

### Simboli
Lo stemma e il gonfalone del Comune di Usseglio sono stati concessi con D.P.R. del 20 ottobre 1990.
Stemma
Gonfalone

## Monumenti e luoghi di interesse

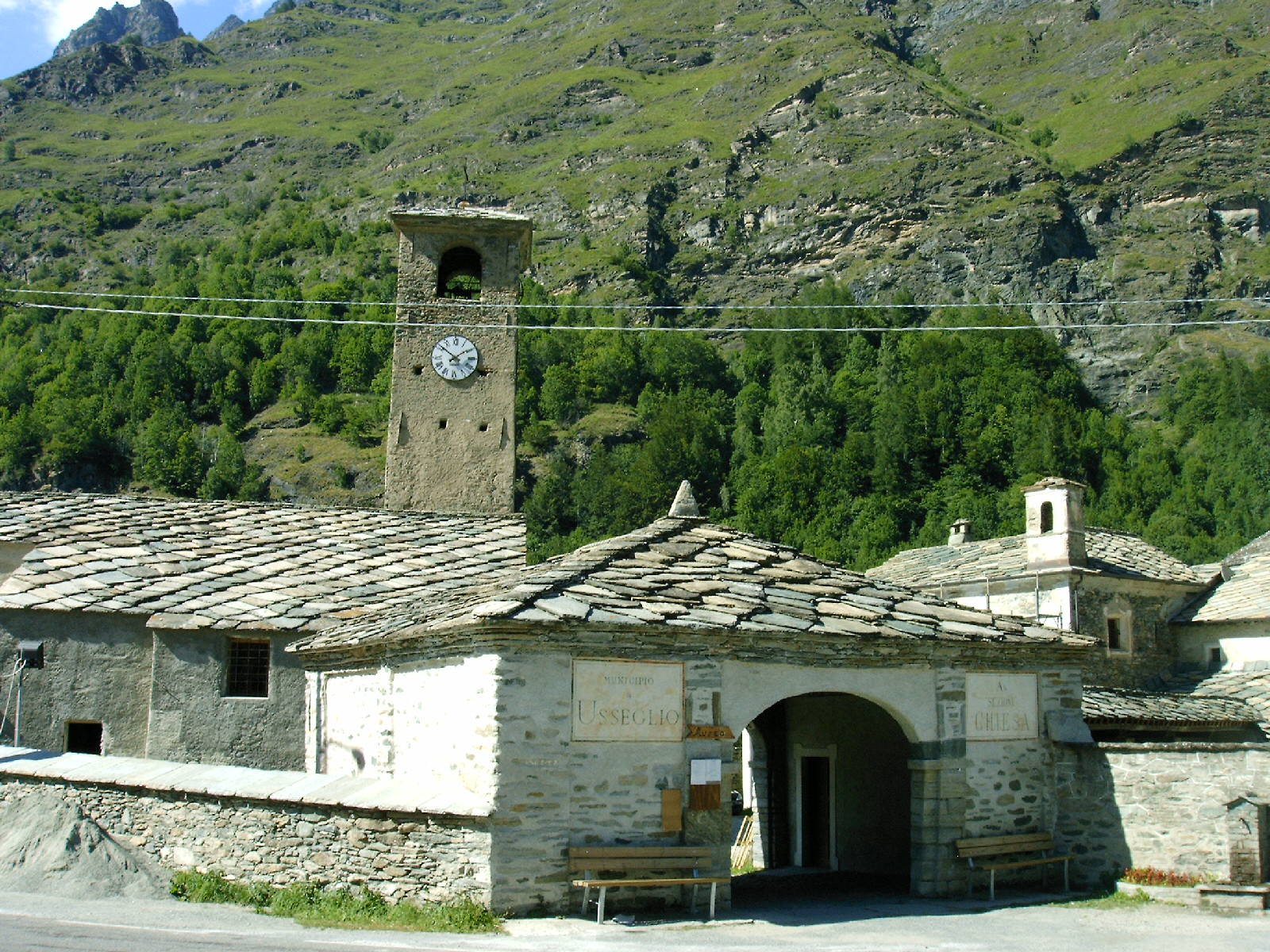
La vecchia chiesa parrocchiale (oggi facente parte del Museo Civico Alpino "Arnaldo Tazzetti").

Il complesso della vecchia chiesa parrocchiale risale al periodo tra l'XI ed il XVII secolo; si tratta di edifici raggruppati intorno ad una piazzetta che era l'antico cimitero.
La "chiesa vecchia" è d'origine romanica, riadattata nella prima metà del Seicento. Nel rimaneggiamento la facciata attuale, rivolta a levante, prese il posto dell'antica abside. Anche il campanile è romanico, e risale al secolo XI o XII: sono però rimasti solamente i due piani inferiori della costruzione originaria.
Sulla facciata, venne murata una lapide romana in buono stato di conservazione, risalente al II secolo d.C., proveniente da Bellacomba di Arnàs (2476 m), riportante una dedica votiva «a Ercole da parte di Marco Vibio Marcello» (oggi è stata staccata ed è attualmente esposta, assieme ad un'altra ara dedicata a Giove - proveniente sempre da Usseglio - nella mostra permanente del Museo Civico Alpino "Arnaldo Tazzetti", inaugurato nel 2004). Sempre sulla facciata, si possono notare alcuni graffiti di epoca imprecisata.

L'attuale parrocchiale dedicata all'Assunzione di Maria Vergine, in stile neo-barocco, è stata costruita tra il 1911 e il 1971 e contiene una pregevole Via Crucis in bronzo e due grandi dipinti, provenienti dalla vecchia parrocchiale.

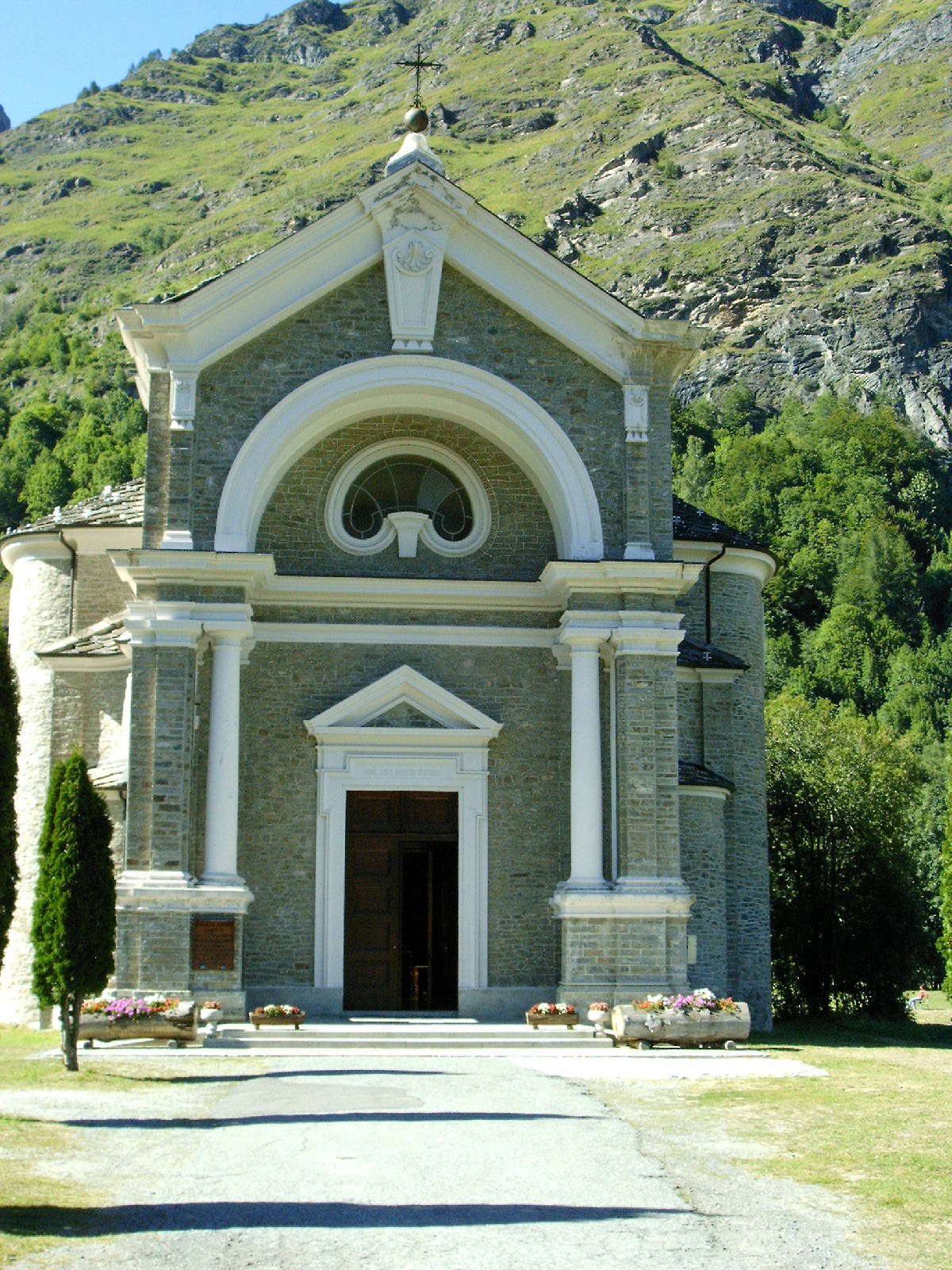
L'attuale chiesa parrocchiale, dedicata a Maria Vergine Assunta

## Società

### Evoluzione demografica
Negli ultimi cento anni, a partire dal 1921, la popolazione residente si è ridotta dell'88 % .
Abitanti censiti

## Cultura

### Eventi
- La festa patronale è il 15 agosto, Assunzione di Maria Vergine. Ogni frazione ha comunque la sua cappella e il suo patrono: San Vito e San Desiderio a Piazzette, Santi Filippo e Giacomo a Pianetto, San Rocco a Chiaberto, San Fedele da Sigmaringa a Cascine e Sant'Antonio al Cortevizio, San Pietro a Villaretto, San Michele a Perinera, San Lorenzo a Pian Benot, San Bernardo a Malciaussia, San Camillo al Lago della Rossa, oltre che la Madonna della Neve all'Andriera e Sant'Anna sulla strada verso il lago della Torre.
- A metà luglio si tiene la Mostra Regionale della Toma e dei formaggi tipici delle Valli di Lanzo, organizzata dalla Pro Loco locale e dal Comune.
- Tra febbraio e marzo si tiene la "Festa sulla Neve" Archiviato il 3 maggio 2008 in Internet Archive. passeggiata con le ciaspole (racchette da neve) su un percorso di 6 km che raggiunge la frazione Perinera.
- Il primo fine settimana di ottobre viene organizzata la "Festa della Transumanza e della Patata di Montagna": è una festa dedicata alle famiglie e celebra il ritorno a valle delle mandrie.

## Geografia antropica

### Frazioni
- Cascine
- Chiaberto
- Cortevicio
- Crot
- Malciaussia
- Margone
- Perinera
- Pian Benot
- Pianetto
- Piazzette
- Quagliera
- Villaretto

## Economia
Storicamente la maggior fonte di reddito del paese proveniva dalla centrale dell'Enel, che occupava un buon numero di dipendenti. A partire dagli anni novanta del '900, gran parte degli impianti venne automatizzata, con l'obiettivo di ridurre via via i presidi fissi di alta quota, in particolare quello in posizione più impervia, al Lago della Rossa.

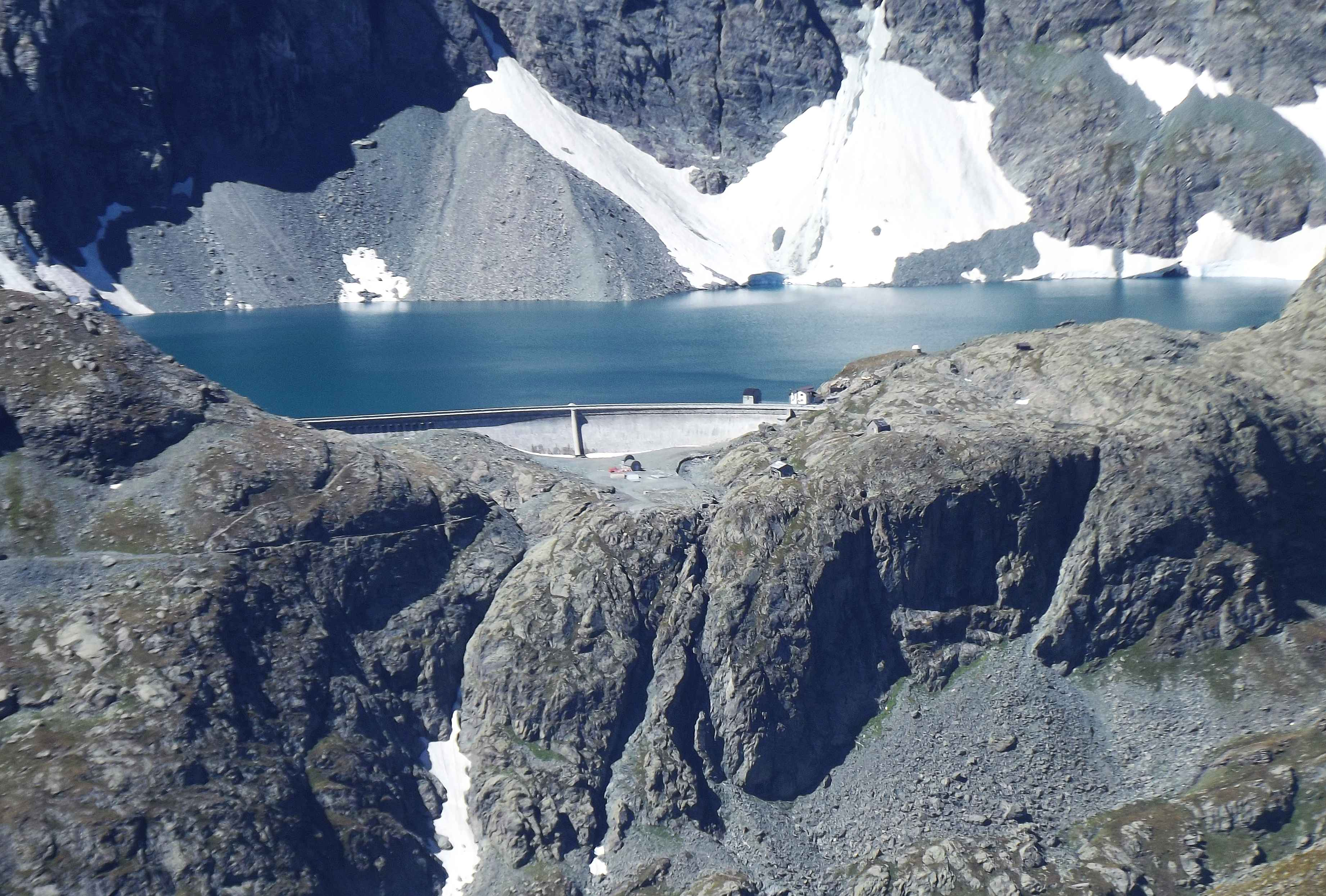
Il Lago della Rossa

Il turismo invernale si appoggia principalmente allo sci di discesa, e a quello di fondo, il primo a Pian Benot dove si trovano gli impianti di risalita, mentre il secondo sfrutta un tracciato ad anello di ben dodici chilometri, sul lato sud della valle. Per quanto riguarda il fuori-pista, una delle zone più frequentate, sopra Pian Benot, è quella del vallone delle Lance, che consente di raggiungere il Pala Rusà. Altre mete sono il Col Lusera, il Colle della Portia, il Colle della Forcola, la Punta Lunella, il Grifone e la Punta Lucellina, vicino al Lago della Rossa.
Vi è, inoltre, una pista di pattinaggio sul ghiaccio, un tempo utilizzata da una squadra di hockey che rappresentava le valli.
Il turismo estivo ospita perlopiù escursionisti: Usseglio è tappa della Grande Traversata delle Alpi (GTA); vi è poi il sentiero per il Rocciamelone (3.538 m), che partendo dal Lago di Malciaussia, e passado per il Rifugio Ernesto Tazzetti, consente di raggiungere la vetta. Sempre da Malciaussia è possibile raggiungere numerose altre cime o passi: il Monte Palon (2.965 m), il Colle dell'Autaret e la Punta Costan, la Lera (3.355 m), la Punta Sulè.
 Altri sentieri partono invece dal Vallone d'Arnas, e portano alla conca del Peraciaval. Da qui è possibile proseguire per il Colle della Valletta e la Croce Rossa (3.566 m). Dal Rifugio Cibrario passa anche il Tour della Bessanese, un anello che tocca anche i rifugi "Averole" in Francia, e "Gastaldi", sopra al Pian della Mussa.

## Amministrazione

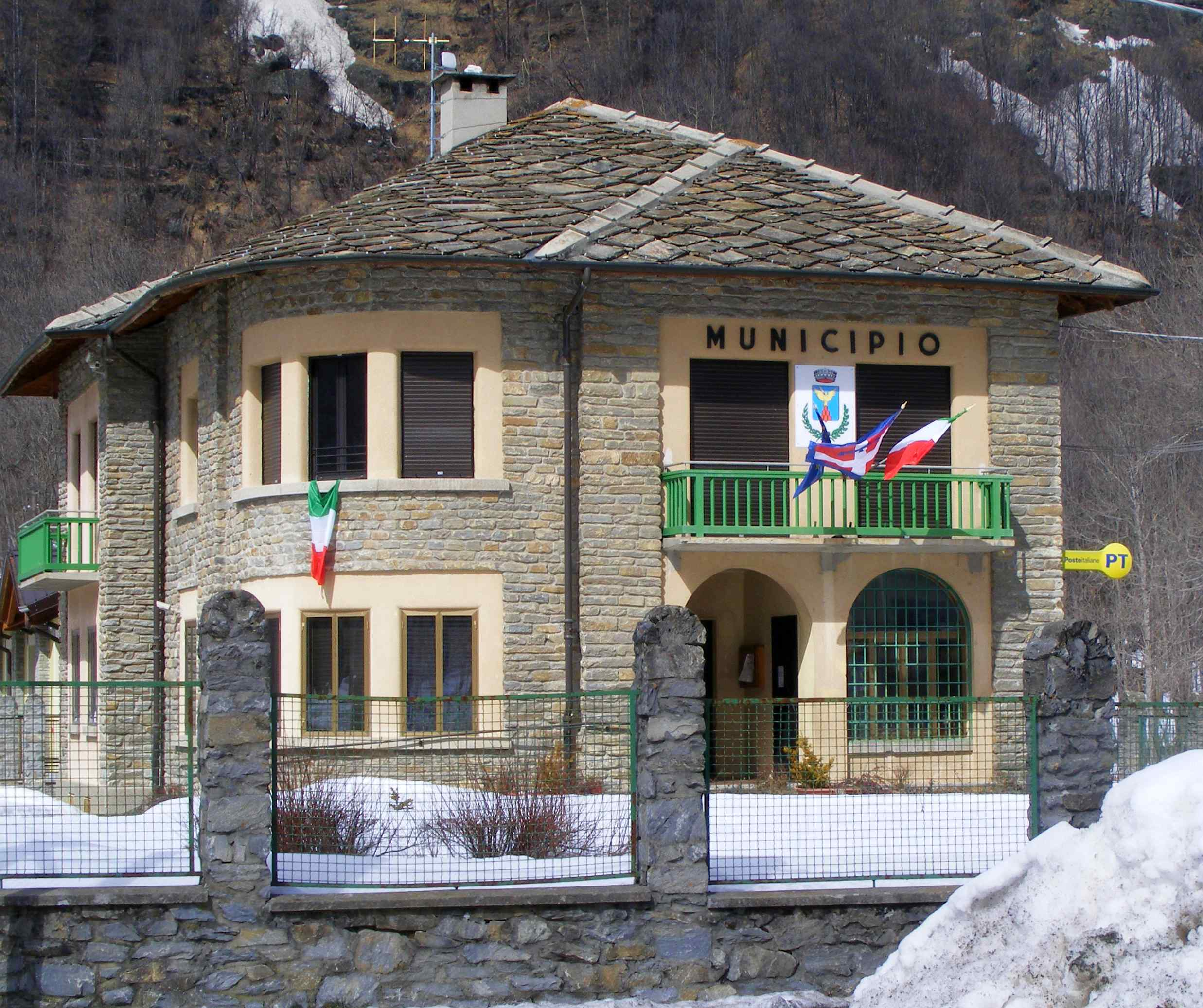
Il municipio

| Periodo | Periodo     | Primo cittadino      | Partito                         | Carica  | Note |
| ------- | ----------- | -------------------- | ------------------------------- | ------- | ---- |
| 2004    | 2009        | Domenico Perino Bert | lista civica                    | Sindaco |      |
| 2009    | 2014        | Aldo Fantozzi        | lista civica                    | Sindaco |      |
| 2014    | 2019        | Pier Mario Grosso    | lista civica Uniti per Usseglio | Sindaco |      |
| 2019    | 2024        | Pier Mario Grosso    | lista civica Uniti per Usseglio | Sindaco |      |
| 2024    | "In carica" | Andrea Poma          | lista civica Usseglio per tutti | Sindaco |      |

### Altre informazioni amministrative
Il comune fa parte dell'Unione dei comuni montani delle Alpi Graie, assieme ai comuni di Viù e Lemie (posti in Val di Viù), Rubiana (in Val di Susa) e Groscavallo (in Val Grande di Lanzo), separato, così, dagli altri comuni delle Valli di Lanzo che, fino al 2014, costituivano la oggi dissolta Comunità montana Valli di Lanzo, Ceronda e Casternone.